# Giovanni Tiepolo (Patriarch)
Giovanni Tiepolo (* 12. April 1570 in Venedig; † 7. Mai 1631 ebenda) war ein  katholischer Geistlicher und von 1619 bis 1631 Patriarch von Venedig.

## Biografie
Tiepolo gehörte zu einer der ältesten Familien des venezianischen Adels. Er wurde 1609 vom Dogen zum Primicerius des Markusdoms gewählt. Es war für ihn eine Zeit intensiver kirchlicher Studien und Veröffentlichungen, die ihn so berühmt machten, dass er nach dem Tod von Kardinal Francesco Vendramin am 20. November 1619 vom Senat zum neuen Patriarchen gewählt wurde. Unter seinem Patriarchat wurde die Kathedrale San Pietro di Castello neu gebaut.
Er starb am 7. Mai 1631 an der Pest. Er wurde in seiner Kathedrale begraben, mit einer Inschrift mit vier Ds, einem Akronym der Phrase Dilexi Decorem Domus Domini (Psalm 26 [25], 8, Vulgata), zur Erinnerung an den Bau der Kirche.